# 1994 BY
1994 BY är en asteroid i huvudbältet som upptäcktes den 22 januari 1994 av de båda japanska astronomerna Takeshi Urata och Hitoshi Shiozawa vid Fujieda-observatoriet i Fujieda.